# درنا
دُرناها یا کُلَنگ‌ها (نام علمی: Grus)، گروهی از پرندگان هستند که در خانوادهٔ کُلنگان (به لاتین: Gruidae) شناخته می‌شوند و متعلق به راستهٔ کلنگ‌سانان و کلاد کلنگ‌ریختان از کلاد بالاتر کلنگ‌مانندان هستند. آن‌ها پرندگانی هستند بزرگ، با پاها و گردن دراز، دم نسبتاً کوتاه، بال‌های دراز و نوک بلند و کلفت و در مجموع ظاهری شبیه لک‌لک‌ها دارند.
تاکنون ۱۵ گونه از درناها شناسایی شده‌اند که این گونه‌ها در چهار سردهٔ درناها، درناهای تاج‌دار، درنای سیبری و Antigone قرار گرفته‌اند. این گونه‌ها در اکثر نقاط جهان به جز قطب جنوب و آمریکای جنوبی پراکنده هستند. بعضی از انواع درناها، مهاجرت می‌کنند و زمستان‌ها را در جاهای گرم و تابستان‌ها را در نواحی سرد می‌گذرانند. بعضی از آن‌ها نیز مهاجرت نمی‌کنند و به‌صورت ثابت زندگی می‌کنند.

## نام‌گذاری
کلنگ واژه‌ای پهلوی برای این گروه از پرندگان است که در کتاب «بندهش» آمده بود. تا یک سدهٔ گذشته نام کلنگ در شعرهای شاعران ایران‌زمین، فرهنگ‌های فارسی و کتاب‌های عمومی به کار می‌رفت. نام سنتی آن در بسیاری از گویش‌های ایران «قُلِنگ» است. گاهی به نام «قطار کُلَنگ» یا «غازقُلِنگ» نیز یاد می‌شود. نام‌واژهٔ ترکی «درنا» از زمان چاپ کتاب «پرندگان ایران» در زبان فارسی رایج شد و برای نام فارسی گونه‌ها برای ترجمهٔ نام انگلیسی آن یعنی Crane به کار می‌رود. اکنون نام‌واژهٔ فارسی کهن «کلنگ» برای نام خانواده و راسته این گروه از پرندگان به کار می‌رود. نام این پرنده در زبان کردی، قوڵینگ (قوڵه‌نگ، قوڵنگ، قورنگ، قورینگ است. همچنین «کلنگ» نام یک برنامه نرم‌افزاری با نماد پرنده‌ای افسانه‌ای است. در انگلیسی واژهٔ Crane هم به معنی «درنا» و هم به معنی «جرثقیل» است.
درنا از واژهٔ ترکی turna و آن نیز از زبان نیاترکی به‌صورت turunya گرفته شده است.

## ویژگی‌ها

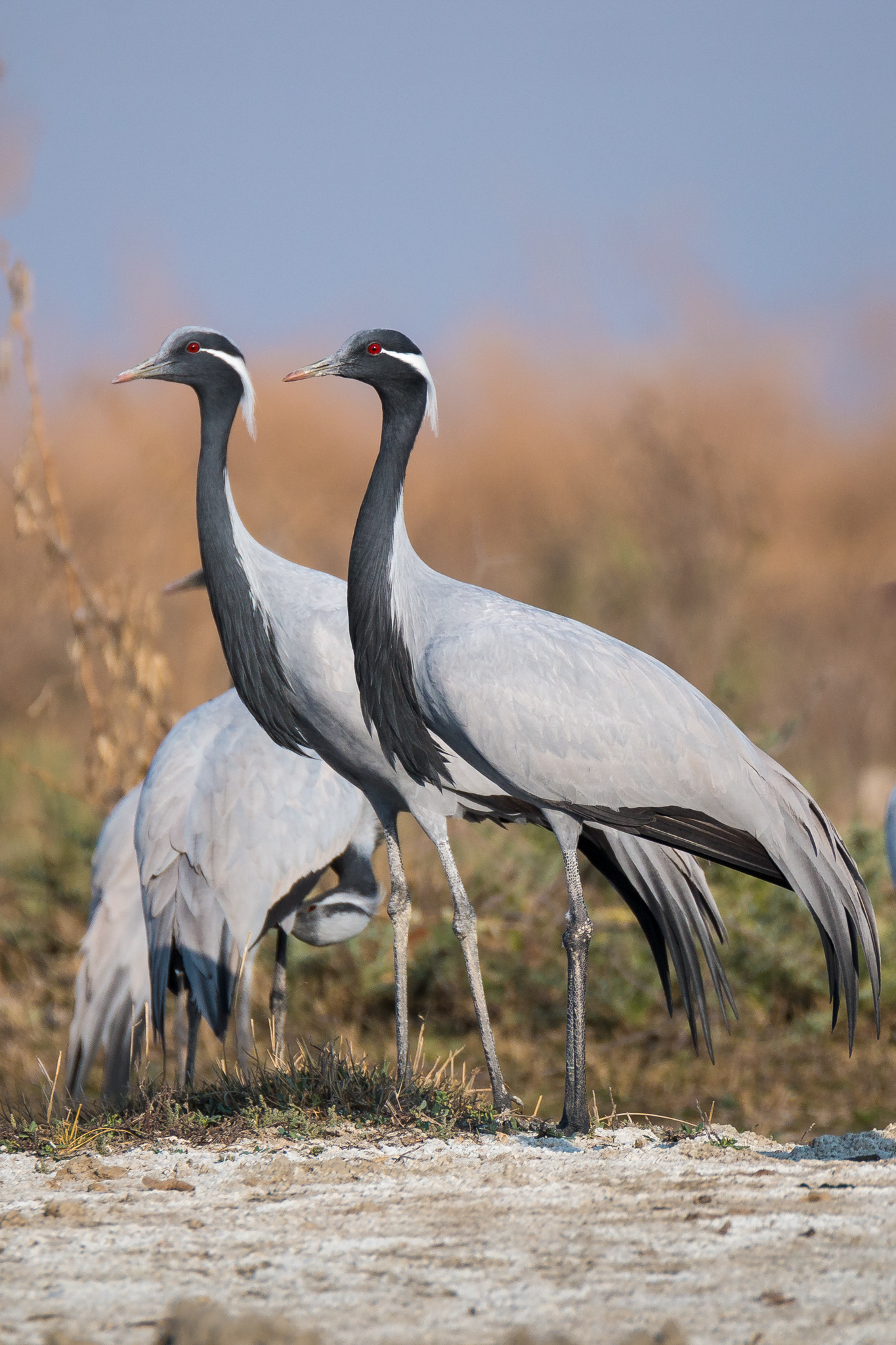
نمونه ای از درناها

درناها اندازه‌های بسیار بزرگی دارند. برخی معتقدند که این پرندگان درازترین پرندگان پروازی هستند. کوچک‌ترین درنا، درنای طناز است که حدود ۹۰ سانتی‌متر طول دارد و بزرگ‌ترین آن‌ها نیز درنای ساروس است که می‌تواند تا ۱۷۵ سانتی‌متر رشد کند. درنای کاکل‌قرمز با ۱۲ کیلوگرم وزن، سنگین‌ترین گونهٔ درنا است. شاهپرهای ثانویهٔ داخلی بال‌های درناها خیلی بلند شده و روی دم را می‌پوشانند. این پرنده‌ها در زمان پرواز، گردن و پاهای خود را کشیده نگه می‌دارند. گله‌های آن‌ها هنگام مهاجرت در یک آرایش منظم و به شکل یک فلش یا به شکل عدد هفت فارسی پرواز می‌کنند. نر و ماده درناها مشابه هستند اما پرنده‌های نر معمولاً اندازه‌های بزرگ‌تری دارند.

## تغذیه
درناها با تغییر فصل‌ها و با توجه به نیاز بدنی خود به مواد مغذی، تغذیهٔ خود را تغییر می‌دهند. چند مورد از غذاهای مورد استفادهٔ درناها عبارت‌اند از جوندگان، ماهی‌ها، دوزیستان، برخی از مواد گیاهی مثل غلات و میوه‌ها.

## تولیدمثل
درناها در فصول تولیدمثل به شکل تک یا جفت-جفت دیده می‌شوند اما در زمانهای دیگر در اجتماع و گروه‌های بزرگی قرار می‌گیرند. درناها آشیانهٔ خود را در سواحل و در نزدیکی آب‌های کم‌عمق و بر روی زمین می‌سازند و در هر مرتبه معمولاً دو تخم می‌گذارند. درنای نر و ماده با همکاری هم از جوجه‌ها نگهداری می‌کنند. معمولاً جوجه‌ها تا دورهٔ بعدی تولیدمثل در کنار والدین خود زندگی می‌کنند.

## تهدیدها
فعالیت‌های انسانی و تخریب و اشغال زیستگاه‌های این پرندگان باعث شد که امروزه نسل بیشتر گونه‌ها و جمعیت‌های درناها مورد تهدید قرار بگیرد. به‌عنوان مثال طی دهه‌های اخیر، جمعیت غربی درناهای سیبری رو به کاهش گذاشته و امروزه فقط یک درنای نر از جمعیت غربی چندهزارتایی آن‌ها به‌نام «امید» مانده است.

## فهرست گونه‌ها
| نگاره | نام علمی                  | نام رایج             | پراکندگی                                                                                |
| ----- | ------------------------- | -------------------- | --------------------------------------------------------------------------------------- |
|       | Leucogeranus leucogeranus | درنای سیبری          | اوراسیا                                                                                 |
|       | Antigone antigone         | درنای ساروس          | شبه قاره هند و جنوب آسیا و استرالیا                                                     |
|       | Antigone canadensis       | درنای شنزار          | آمریکای شمالی و شمال شرق سیبری                                                          |
|       | Antigone rubicunda        | درنای استرالیا       | جنوب شرق آسیا و شمال استرالیا و گینه نو                                                 |
|       | Antigone vipio            | درنای پس‌سرسفید       | شمال شرقی چین و مغولستان، جنوب شرقی روسیه                                               |
|       | Balearica pavonina        | درنای تاج‌دار سیاه    | آفریقای سیاه                                                                            |
|       | Balearica regulorum       | درنای تاج‌دار خاکستری | آفریقای سیاه                                                                            |
|       | Grus americana            | درنای فریادزن        | آمریکای شمالی                                                                           |
|       | Grus carunculata          | درنای غبغب‌دار        | جنوب صحرای بزرگ آفریقا                                                                  |
|       | Grus grus                 | درنای خاکستری        | اروپا                                                                                   |
|       | Grus japonensis           | درنای کاکل‌قرمز       | سیبری (شرق روسیه)، شمال‌شرقی چین، هوکایدو (شمال ڗاپن), شبه‌جزیره کره و شمال‌شرقی مغولستان  |
|       | Grus paradisea            | درنای آبی‌رنگ         | آفریقای جنوبی                                                                           |
|       | Grus monacha              | درنای سرسیاه         | جنوب و جنوب‌شرقی مغولستان، چین و سیبری                                                   |
|       | Grus nigricollis          | درنای گردن‌سیاه       | فلات تبت و مناطقی از هند و بوتان                                                        |
|       | Grus virgo                | درنای طناز           | مناطق مرکزی اوراسیا، از دریای سیاه تا مغولستان و شمال شرقی چین و یک جمعیت کوچک در ترکیه |

## جستارهای بیشتر
- کلنگ
- کلنگ‌سانان
- کلنگ‌ریختان
- کلنگ‌مانندان